# Filme de Langmuir-Blodgett

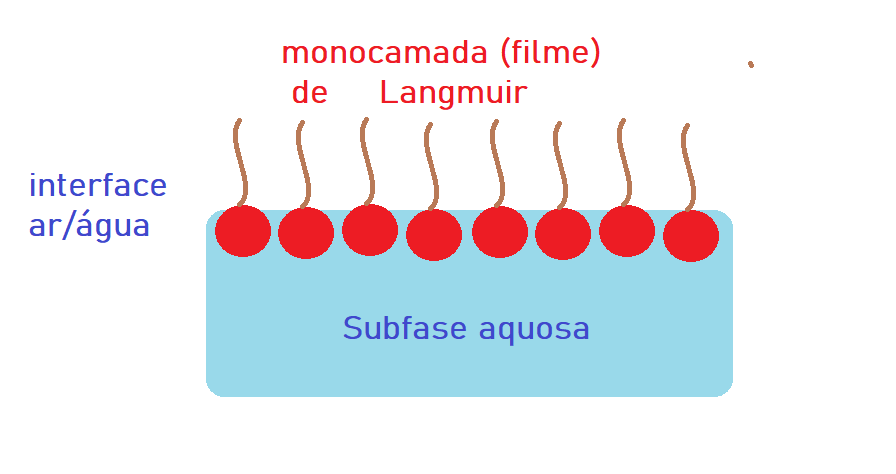
Filme de Langmuir formado na interface ar / água

Filmes de Langmuir-Blodgett (LB) são películas formadas sobre superfícies sólidas fabricados através da passagem vertical de um suporte sólido numa interface líquido-gás contendo uma monocamada líquida de um anfifílico insolúvel na fase líquida . 
Tais monocamadas líquidas (ou flutuantes) são denominadas filmes de Langmuir ou monocamadas de Langmuir, e foram primeiramente descritas por uma cientista alemã chamada Agnes Pockels, que, em sua cozinha, observou as propriedades de óleo sobre a interface ar-água, embora os efeitos de óleo em superfícies de água tenham sidos reportados ainda no século XVIII por Benjamin Franklin. Mais tarde, Irving Langmuir, trabalhando na General Electric, publicou um trabalho em 1917 descrevendo as propriedades de surfactantes (também chamados de tensoativos) insolúveis em água sobre a interface ar-água. Os filmes de Langmuir são usualmente formados quando soluções orgânicas desses tensoativos insolúveis  são espalhados sobre a superfície da água. Usualmente clorofórmio ou hexano são usados como solventes. Se a solução tiver coeficiente de espalhamento positivo, e  quantidade de material for suficientemente pequena, após a evaporação do solvente, formar-se-á uma película de espessura monomolecular na interface ar-água denominada filmes de Langmuir.
A formação de filmes de Langmuir pode ser entendido de forma análoga à expansão de um gás, sendo que as moléculas ocuparão espontaneamente sempre toda a área que tenha disponível. Isso ocorre porque as forças de adesão (interação cabeça polar do tensoativo com a água) são mais fortes que as forças de coesão (interações intermoleculares entre as moléculas de tensoativo). Portanto, as moléculas de tensoativo tende a se afastarem lateralmente, ordenando suas regiões polares (cabeças hidrofílicas) em direção à fase aquosa, e suas regiões apolares (caudas hidrofóbicas) em direção ao ar.
Filmes de Langmuir são normalmente produzidos em equipamentos denominados cuba de Langmuir, que são vasilhames contituídos de material inerte (usualmente politetrafluoretileno). Preeche-se esse vasilhamente com água (ou solução aquosa) até se exceder sua capacidade, permitindo a formação de um menisco. Uma ou duas barreiras móveis são interidas na interface ar-água de modo que sejam capazes de comprimir o filme de Langmuir. A compressão do filme permite que se atinjam diversas densidades moleculares interfaciais. Assim, é possível medir a variação de uma propriedade intensiva em relação à área do filme (ou área média por molécula, se se conhecer o número total de moléculas no filme). Uma curva típica para filmes de Langmuir é conhecida como isotermas pressão de superfície-área, que são obtidas medindo a variação de tensão superficial do filme conforme se comprime o filme isotermicamente. Tipicamente, obtém-se a pressão de superfície (π), definida pela diminuição da tensão superficial da água (γo) com a introdução do tensoativo (γ). Ou seja, π = γo - γ. A pressão mede a tendência da superfície em escapar para fora das bordas da cuba devido à redução da tensão superficial. Estudos de tensiometria (isotermas π-A, curvas de estabilidade π-tempo, ensaio de histerese, cinéticas de adsorção de materiais a partir da subfase aquosa for curvas π-tempo) são chamadas de "Química de Superfícies", e são normalmente complementadas por outras técnicas, como isotermas de potencial de superfície, microscopia no ângulo de Brewster, microscopia de epifluorescência, espectroscopias no UV-vis e no infravermelho, entre outras).
Devido ao trabalho (energia livre) dada à monocamada devido à compressão, a pressão de superfície deve aumentar com a área, como consequência do aumento da interação lateral das moléculas e portanto aumento de energia livre. O aumento progressivo da densidade molecular superficial aumenta a interação entre as moléculas e a taxa de aumento da pressão de superfície em relação à diminuição de área (-A (dπ/dA)), chamada de módulo compressional de superfície (E). Um valor de E menor que 12,5 mN/m é atribuído ao estado gasoso (G)  da monocamada, entre 12,5 e 50 mN/m ao estado líquido-expandido (LE) , entre 100 e 250 mN/m ao estado líquido-condensado (LC), e acima de 1000 mN/m ao estado sólido (S). Valores entre 50 e 100 mN/m têm características intermediárias entre LE e LC, e transições de primeira ordem são identificadas por um valores de E próxima a zero, indicadas por um platô (ou pseudoplatô)  nas isotermas π-A.  Assim, os valores de módulo compressional podem ser associados à elasticidade superficial do filme, uma vez que a deformação mecânica (compressão pelas barreiras) gera um estresse no filme (aumento da pressão superficial) que pode ser revertido pela expansão da monocamada. Assim, filmes mais elásticos estão associados a filmes mais rígidos e filmes menos elásticos estão associados a filmes mais compressíveis e portanto mais fluidos. Em altas pressões, a monocamada se colapsa formando estruturas policamadas em direção à fase ar. O colapso é identificado por uma queda abrupta da taxa de aumento da pressão (ou mesmo queda da pressão) com a compressão.
Assim como um gás, uma monocamada de Langmuir ao ser descomprimida (ou se removida as barreiras) vai se expandir espontaneamente, tendendo a diminuir sua energia livre. No entanto, ciclos de compressão-expansão pode revelar histereses uma vez que as moléculas podem se relaxar molecularmente durante os processos de compressão-expansão procurando encontrar sua menor energia livre. Além disso, formação de agregados na compressão podem levar a histereses uma vez que a cinética de desagregação pode ser mais lenta que o processo de descompressão. Ciclos curtos de compressão-expansão podem oferecer propriedades reológicas dinâmicas do filme. Atrasos na resposta pressão em relação à deformação são associadas a um ângulo de fase em relação ao ciclo gerando um número complexo para o módulo compressional (ou elasticidade) dilatacional, de natureza viscoelástica. O valor real é associado ao (G'), componente de ganho energético ou puramente elástico (associado à energia de coesão das moléculas), e o valor imaginário  ao  (G'') , componente viscoso ou de perda energética por efeitos não coesivos (rearranjo  ou acomodação molecular, dessorção, adsorção, agregação). Propriedades reológicas do filme podem ser também estuadas por uma prova magnética que se move sobre a interface sob o efeito de um campo magnético. Nesse caso, os valores de (G') e (G'') são diferentes daqueles obtidos pelo método das barreiras oscilatórias uma vez que o efeito-resposta é diferente. A deformação é provocada por uma força magnética que resulta num maior ou menor deslocamento da prova flutuante devido ao cisalhamento com a monocamada.

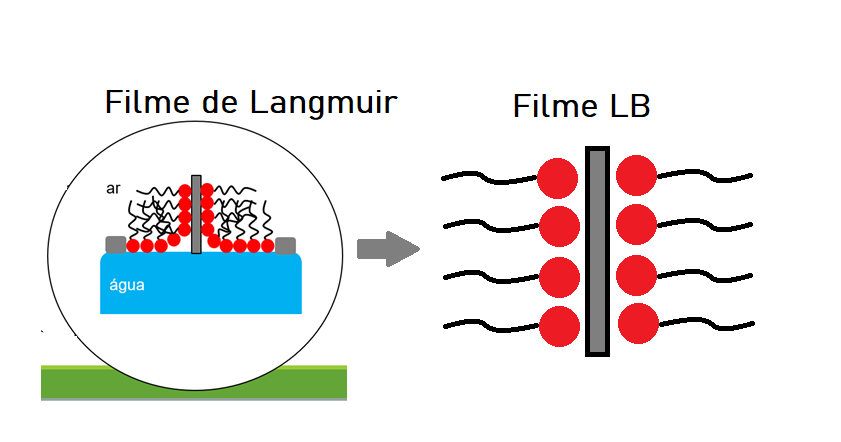
Esquema para a formação de filmes Langmuir-Blodgett (LB) a partir de filmes de Langmuir a partir de um suporte sólido hidrofílico que emerge verticalmente da subfase aquosa.

Monocamadas com alta pressão superficial (normalmente entre 15 e 30 mN/m) podem ser então transferidas para suporte sólidos quando estes atravessam verticalmente a interface ar-água. Isso ocorrerá se as forças de adesão ao suporte sólido forem maiores que na interface líquida. Assim, cada passagem do suporte pela interface pode promover a transferência de uma camada monolecular, e o número de passagens determinará o número de monocamadas depositadas ao suporte sólido. Assim, a espessura molecular é controlada, formando uma estrutura organizada na escala molecular sobre a superfície sólida conhecida como filmes Langmuir-Blodgett (LB). Tal nome é dado em homenagem à  Katherine Blodgett , que em 1934 reportou a multideposição de ácido graxos mudando a transparência de vidros.
Filmes de Langmuir e Langmuir-Blodgett têm sido frequentemente usados para coberturas de superfícies, fabricação de dispostivos nanoestruturados, biossensores, mimetização de biointerfaces (membranas celulares e membrana alveolar), entre outros.